# Furtadoa
Furtadoa es un género de plantas con flores de la familia Araceae. Es originaria del oeste de Malasia.
Se compone de solo dos especies.  El género fue descrito por primera vez en 1981 por M.Hotta y es endémico de Sumatra.  Ambas especies tienen hojas elípticas con un hábito de reptante. Las espatas son de color verde y el espádice tiene una zona de flores femeninas que recorre la mitad de la longitud del espádice.

## Taxonomía
El género fue descrito por Mitsuru Hotta y publicado en Acta Phytotaxonomica et Geobotanica 32: 142. 1981.  La especie tipo es: Furtadoa sumatrensis

## Especies
- Furtadoa mixtum
- Furtadoa sumatrensis